# Эохайд мак Фиахнай

Ирландия в VIII — первой трети IX века

Эохайд мак Фиахнай (др.‑ирл. Eochaid mac Fiachnai; умер в 810) — король Дал Фиатах (789—810) и король всего Ульстера (790—810).

## Биография
Эохайд был сыном Фиахны мак Аэдо Ройна. Его отец правил землями суб-королевства Дал Фиатах, а с 750 года и до своей смерти владел также титулом короля всего Ульстера. Во время своего правления Фиахна вновь сумел утвердить своё родовое королевство как наиболее влиятельную силу в Ульстере, значительно расширить территорию подвластных ему владений и поставить в зависимое от себя положение других ульстерских правителей. Среди тех, кто оказывал ему наиболее сильное сопротивление, были короли Дал Арайде. Однако в 776 году Фиахна мак Аэдо Ройн поддержал одного из претендентов на престол этого суб-королевства, Томмалтаха мак Индрехтайга: войско, возглавляемое Эохайдом, сыном короля Ульстера, разгромило при Дронге войско короля Дал Арайде Кинаэда Киаррга мак Катуссайга и его союзника Дунгала из айргиаллского септа Уи Туиртри. В сражении погибли оба вражеских полководца, после чего Томмалтах был возведён на ставший вакантным даларайдский престол. Сообщение о битве при Дронге — первое свидетельство об Эохайде в исторических источниках.
В 789 году скончался король Фиахна мак Аэдо Ройн и Эохайд унаследовал после него престол Дал Фиатах. Однако одновременно получить и титул короля Ульстера он не сумел, так как тот был присвоен Томмалтахом мак Индрехтайгом из Дал Арайде. Вероятно, этому способствовало начавшееся в Дал Фиатах междоусобие. В ирландских анналах сообщается, что в том году против Эохайда мак Фиахная выступил его четвероюродный брат Томмалтах мак Катайл, но новый правитель Дал Фиатах разбил своего соперника в бою, в котором тот погиб.
Стать королём всего Ульстера Эохайд смог только после смерти Томмалтаха мак Индрехтайга в 790 году. Вероятно, с этим связано сообщение «Анналов Ульстера» о резне, которую в этом же году произвели воины Дал Арайде среди жителей Дал Фиатах, но обстоятельства, при которых произошло это событие, точно неизвестны. Возможно, это была месть Эохайду за убийство короля Томмалтаха.
Предполагается, что не все правители ульстерских суб-королевств единодушно признавали над собой власть Эохайда мак Фианхая, и в 801 году король Ульстера был вынужден совершить поход против одного из таких королевств, Уи Эхах Кобо. Во время этой войны он одержал над своими врагами победу в сражении, в котором пал их король Эоха мак Айлиль.
В 809 году произошёл военный конфликт между Эохайдом мак Фиахнаем и верховным королём Ирландии Аэдом Посвящённым. Аэд вторгся с войском в Ульстер и опустошил земли королевства от Банна до Странгфорд-Лоха. Вероятно, это была месть верховного короля Ирландии за убийство ульстерцами Донху из Уи Эхах Кобо, аббата монастыря в Туллилиске (около современного Банбриджа). Предполагается, что это поражение спровоцировало новое междоусобие в Ульстере: против Эохайда восстал его собственный брат Кайрелл мак Фиахнай. Король Ульстера потерпел поражение от мятежников, но сохранил жизнь, сбежав с поля боя.
Вскоре после этого король Эохайд умер. Его смерть ирландские анналы датируют 810 годом. Новым королём Ульстера и правителем Дал Фиатах стал Кайрелл мак Фиахнай. Он взошёл на ульстерский престол несмотря на то, что у его брата было несколько сыновей. Один из них, Муйредах мак Эохада, впоследствии сам был королём Ульстера, также как и трое сыновей его брата Аэда мак Эохады.